# Entre dos helechos
Entre dos helechos con Zach Galifianakis (en inglés Between Two Ferns with Zach Galifianakis) es un programa de entrevistas presentado por el comediante Zach Galifianakis que presenta a invitados famosos. Los episodios duran varios minutos, en los que el entrevistador (Galifianakis) y los invitados intercambian púas e insultos. Además de la serie en Netflix, se filmó un episodio para Comedy Central como especial de televisión. El tema musical de la serie es el arreglo de Dave Blume del tema de Bernard Herrmann de Taxi Driver, que está en el álbum original de la banda sonora de Taxi Driver pero que no se incluyó en la película. 

## Formato
Como sugiere el título del programa, el presentador Zach Galifianakis entrevista a celebridades mientras está sentado entre dos helechos en macetas. El conjunto se asemeja intencionalmente a una producción amateur de bajo presupuesto para canal de televisión local de acceso libre,  con gráficos en pantalla que contienen errores cómicos deliberados. Por ejemplo, en un episodio de 2014, el nombre de Brad Pitt se deletrea "Bart Pit" y su película 12 Years a Slave —el ganador del Premio de la Academia 2013 a la Mejor Película— titulada "12 Years a Salve" . 
Galifianakis mantiene un comportamiento muy incómodo y a menudo antagónico con sus invitados, haciéndoles preguntas extrañas, inapropiadas o insultantes mezcladas con non-sequiturs. Las respuestas de los invitados son en su mayoría improvisadas, a pesar de las entrevistas previas. Los episodios a menudo incluyen un segmento en el que Galifianakis interrumpe torpemente a sus invitados para promocionar el producto de un patrocinador. Los ejemplos incluyen plátanos, el videojuego Need for Speed: Shift y (más frecuentemente) el desodorante Speed Stick . Algunos anuncios, como los gráficos, se basan en aspectos o eventos relacionados con el entrevistado. Por ejemplo, el episodio con Hillary Clinton incluyó uno de los comerciales de campaña de Donald Trump. 

## Historia y acogida

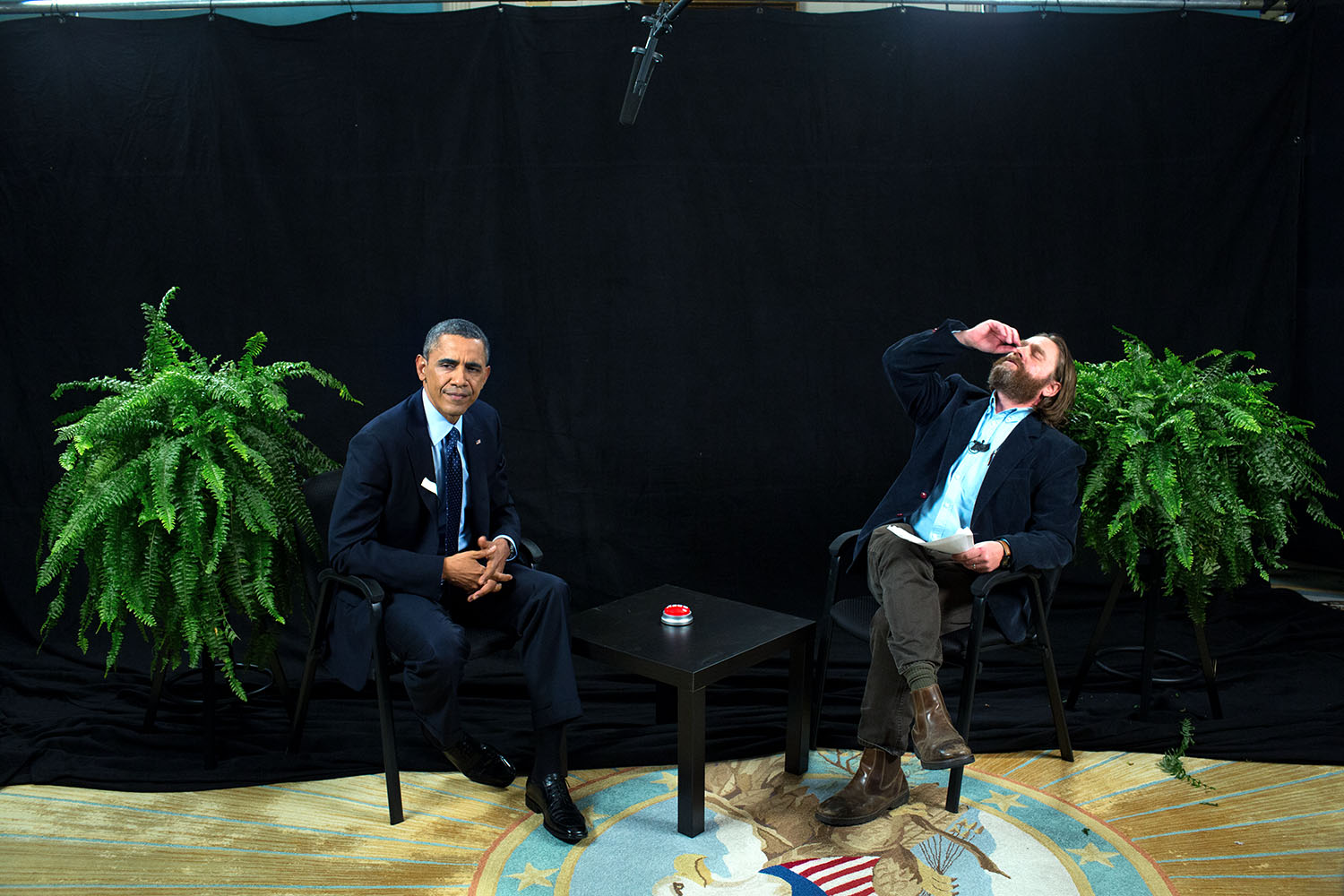
Barack Obama entrevistado en Entre dos helechos con Zach Galifianakis, 2014

El espectáculo se originó como un cortometraje sobre Scott Aukerman y el piloto de bocetos de Fox de BJ Porter The Right Now! Show, un spin-off de su show en vivo Comedy Death-Ray. Después de que la red se negó a seguir el programa, el dúo puso el corto en el sitio web Funny Or Die, donde hizo una transición exitosa a una serie de Internet.
Al hablar sobre el programa en ABC News Now, Galifianakis dijo: "La forma psicopática que hace funcionar la máquina de Hollywood: es divertido burlarse de ella. Así comenzó entre dos helechos". A los invitados no se les dice lo que sucederá con anticipación, según Galifianakis: "Están de acuerdo en venir. No hay discusión de antemano... Simplemente sucede, sin preparación real, sin organización alguna". Él continúa: "La inadecuación es realmente divertida para mí... Esa es una especie de interpretación de entre dos helechos: humor inapropiado".
El Chicago Tribune lo describió como "una mejora surrealista... un programa de entrevistas que es más una encantadora crítica de la intimidad falsa de las entrevistas con celebridades que un programa de entrevistas".
Un especial de televisión de 30 minutos, Between Two Ferns: A Fairytale of New York, emitido en Comedy Central el 6 de mayo de 2012. El programa presentó entrevistas con Tina Fey, Jon Stewart y Richard Branson.
El episodio con el presidente Barack Obama fue programado para alentar a los estadounidenses a inscribirse en un seguro de salud en Healthcare.gov . Funnyordie.com se convirtió en el principal referente del sitio gubernamental durante este tiempo. El episodio de septiembre de 2013 con Justin Bieber también recibió una importante atención de los medios. El espectáculo comenzó con Galifianakis diciéndole: "Es realmente emocionante hablar contigo. Especialmente justo en medio de tu crisis pública ".
En el episodio de 2014 con Brad Pitt, el actor fue referido como "Bradley Pitts" y "Bart Pit", y Galifianakis se refirió a la última película de Pitt, Fury como "Furry", y le preguntó a Pitt: "¿Es difícil para ti mantener un bronceado ... porque vives a la sombra de tu esposa? Galifianakis también le preguntó a Pitt si su relación con su esposa, Angelina Jolie, era algo así como " Ross y Rachel" de Friends, el programa que convirtió a la estrella de la exesposa de Pitt, Jennifer Aniston.
En una entrevista de enero de 2016 con Los Angeles Times, mientras promocionaba Baskets, Galifianakis discutió el estado de  Entre dos helechos, afirmando: "No sé qué más hacer. . . [ Entre dos helechos ] ha seguido su curso un poco". Galifianakis también expresó su deseo de entrevistar al Papa en el programa. El primer episodio nuevo de  Entre dos helechos  en casi dos años se emitió en septiembre de 2016. Presentó a la entonces candidata presidencial Hillary Clinton y recibió más de 30 millones de visitas en sus primeras 24 horas, la audiencia más alta en la historia de FunnyorDie.com.
Between Two Ferns: The Movie, una adaptación cinematográfica del programa dirigido por Aukerman y escrito por Galifianakis y Aukerman, estrenado en Netflix el 20 de septiembre de 2019.

## Episodios
| N.º | Título                              | Invitado(s)                                                                | Dirigido por    | Fecha de emisión original |
| --- | ----------------------------------- | -------------------------------------------------------------------------- | --------------- | ------------------------- |
| 1   | "Michael Cera"                      | Michael Cera                                                               | Ruben Fleischer | 4 de enero de 2008        |
| 2   | "Jimmy Kimmel"                      | Jimmy Kimmel                                                               | Ruben Fleischer | 17 de abril de 2008       |
| 3   | "Jon Hamm"                          | Jon Hamm                                                                   | Daniel Strange  | 12 de diciembre de 2008   |
| 4   | "Natalie Portman"                   | Natalie Portman                                                            | Daniel Strange  | 6 de mayo de 2009         |
| 5   | "Bradley Cooper"                    | Bradley Cooper y Carrot Top                                                | Daniel Strange  | 25 de mayo de 2009        |
| 6   | "Charlize Theron"                   | Charlize Theron                                                            | Scott Aukerman  | 7 de septiembre de 2009   |
| 7   | "Conan O'Brien and Andy Richter"    | Conan O'Brien, Andy Richter y Andy Dick                                    | Scott Aukerman  | 16 de noviembre de 2009   |
| 8   | "Ben Stiller"                       | Ben Stiller                                                                | Daniel Strange  | 16 de marzo de 2010       |
| 9   | "Steve Carell"                      | Steve Carell                                                               | B.J. Porter     | 27 de julio de 2010       |
| 10  | "Sean Penn"                         | Sean Penn                                                                  | Scott Aukerman  | 31 de agosto de 2010      |
| 11  | "Bruce Willis"                      | Bruce Willis                                                               | Scott Aukerman  | 12 de octubre de 2010     |
| 12  | "Jennifer Aniston and Tila Tequila" | Tila Tequila y Jennifer Aniston                                            | B.J. Porter     | 8 de febrero de 2011      |
| 13  | "Will Ferrell and Jon Hamm"         | Will Ferrell y Jon Hamm                                                    | Scott Aukerman  | 22 de mayo de 2011        |
| 14  | "Oscar Buzz Edition Part 1"         | Jennifer Lawrence, Naomi Watts, Christoph Waltz, Anne Hathaway y Amy Adams | Ruben Fleischer | 11 de febrero de 2013     |
| 15  | "Oscar Buzz Edition Part 2"         | Jessica Chastain, Sally Field, Emmanuel Lewis,y Bradley Cooper             | Scott Aukerman  | 12 de febrero de 2013     |
| 16  | "James Franco"                      | James Franco, Edward Norton, y The Lonely Island                           | Scott Aukerman  | 7 de mayo de 2013         |
| 17  | "Justin Bieber"                     | Justin Bieber                                                              | Scott Aukerman  | 26 de septiembre de 2013  |
| N–A | "Happy Holidays Edition"            | Tobey Maguire, Samuel L. Jackson, y Arcade Fire                            | Scott Aukerman  | 18 de diciembre de 2013   |
| 18  | "President Barack Obama"            | President Barack Obama                                                     | Scott Aukerman  | 11 de marzo de 2014       |
| 19  | "Brad Pitt"                         | Brad Pitt y Louis C.K.                                                     | Scott Aukerman  | 22 de oct, 2014           |
| 20  | "Hillary Clinton"                   | Hillary Clinton                                                            | Scott Aukerman  | 22 de septiembre de 2016  |
| 21  | "Jerry Seinfeld & Cardi B"          | Jerry Seinfeld, Wayne Knight y Cardi B                                     | Scott Aukerman  | 14 de junio de 2018       |

### Especial (2012)
Un episodio especial transmitido por televisión en Comedy Central el 6 de mayo de 2012.    
| Título                                       | Invitado(s)                              | Dirigido por   | Fecha de emisión  |
| -------------------------------------------- | ---------------------------------------- | -------------- | ----------------- |
| "Between Two Ferns: A Fairytale of New York" | Tina Fey, Jon Stewart, y Richard Branson | Scott Aukerman | 6 de mayo de 2012 |

## Premios
| Premios                        | Categoría                                                                  | Nominado (s)                                                                               | Resultado |
| ------------------------------ | -------------------------------------------------------------------------- | ------------------------------------------------------------------------------------------ | --------- |
| Premio Creative Arts Emmy 2013 | Programa excepcional de entretenimiento de acción en vivo de formato corto | Mike Farah, Scott Aukerman, Zach Galifianakis, B. J. Porter, Anna Wenger, Betsy Koch       | Nominado  |
| 2014 Creative Arts Emmy Award  | Programa excepcional de entretenimiento de acción en vivo de formato corto | Scott Aukerman, Zach Galifianakis, B. J. Porter, Mike Farah, Sean Boyle, Rachel Goldenberg | Ganador   |
| 2015 Creative Arts Emmy Award  | Programa excepcional de entretenimiento de acción en vivo de formato corto | Mike Farah, Scott Aukerman, Zach Galifianakis, B. J. Porter, Sean Boyle, Michelle Fox      | Ganador   |